# Eurofer
Eurofer (eigene Schreibweise EUROFER) ist der Wirtschaftsverband der europäischen Eisen- und Stahlindustrie.

## Geschichte
Der Verband wurde 1976 gegründet, ist eine Non-Profit-Organisation und hat seinen Sitz in Brüssel. Sämtliche Stahlproduzenten in der EU sind Mitglied. Große schweizerische und türkische Stahlunternehmen sowie der schweizerische und der türkische Wirtschaftsverband Stahl sind assoziierte Mitglieder.

## Gremien
Gremien des Verbandes sind die Generalversammlung und der Vorstand. Der Verband hat einen Präsidenten, einen Vizepräsidenten sowie einen Hauptgeschäftsführer („Director General“), Gordon Moffat. Zum 1. Oktober 2014 übernimmt Axel Eggert, bisher Leiter der Public Affairs Abteilung, die Geschäftsführung. 2022 wurde Francesc Rubiralta Rubio zum Eurofer-Präsidenten gewählt, der Vorsitzender und CEO der CELSA-Gruppe.

## Tätigkeitsbereiche
Der Verband macht Öffentlichkeitsarbeit (Public Relations) für Stahl und die Stahlindustrie und vertritt gemeinsame Interessen seiner Mitglieder bzw. der europäischen Stahlindustrie bei Regierungen, Verwaltungseinheiten (zum Beispiel nationale Ministerien, Generaldirektionen und Direktionen der EU), sozialen Gruppen (zum Beispiel Parteien, Nichtregierungsorganisationen) und gegenüber der Öffentlichkeit. Ein Beispiel ist sein Einsatz im Stahlstreit zwischen der Europäischen Union und den Vereinigten Staaten.
Eurofer betont, sich an die Kartellgesetze zu halten:

“Such activities do not raise antitrust concern. Though coordinated with or among members, they do not relate to members’ market activities. “Joint lobbying” is no antitrust offence. On the contrary, trade associations act in the public interest because they collect and bundle information from members and enable them to speak with one voice.”

„Solche Aktivitäten erwecken keine Kartellbefürchtungen. Obwohl sie mit Mitgliedern koordiniert werden (oder die die Mitglieder koordinieren sich untereinander), hängen sie nicht zusammen mit Marktaktivitäten von Mitgliedern. Im Gegenteil – Branchenverbände handeln im öffentlichen Interesse, weil sie Informationen von Mitgliedern sammeln und bündeln und es ihnen ermöglichen, mit einer Sprache zu sprechen.“

## Wirtschaftsverbände, die Mitglieder bei Eurofer sind
- Deutschland:
  - Edelstahl-Vereinigung e.V.
  - Wirtschaftsvereinigung Stahl
- Österreich: Fachverband der Bergwerke und Eisen erzeugenden Industrie
- Belgien: Groupement de la Sidérurgie asbl[6]
- Finnland: Metallinjalostajat
- Frankreich:
  - Fédération française de l'acier
  - SPAS – Chambre Syndicale des Producteurs d'Aciers fins et Spéciaux[7]
- Großbritannien: UK Steel – EEF[8]
- Polen: Polish Steel Association (HIPH = Hutnicza Izba Przemysłowo-Handlowa)[9]
- Rumänien: UniRomSider[10]
- Schweden: Jernkontoret
- Spanien: UNESID Unión de Empresas Siderúrgicas[11]
- Tschechien: Hutnictvi Zeleza[12]
- Ungarn: MVAE – Association of the Hungarian Steel Industry[13]